# Franz von Niesewand
Franz von Niesewand (* 12. September 1832 in Köln; † 23. November 1904 in Bonn) war ein preußischer Generalmajor.

## Leben

### Herkunft
Franz war Angehöriger der preußischen Adelsfamilie von Niesewand und ein Sohn des späteren preußischen Generalmajors Leopold Otto von Niesewand (1793–1884) und dessen Ehefrau Maria Theresia Wilhelmine Franziska Josephine Hubertina, geborene Freiin von Negri (1811–1877). Der spätere preußische Generalleutnant Friedrich Wilhelm von Niesewand (1833–1916) war sein jüngerer Bruder.

### Militärkarriere
Nach dem Besuch der Rheinischen Ritterakademie studierte Niesewand an der Friedrich-Wilhelms-Universität Berlin und der Rheinischen Friedrich-Wilhelms-Universität Bonn Rechtswissenschaften. 1852 wurde er Mitglied des Corps Borussia Bonn und später zum Ehrenmitglied ernannt. Er schlug die Offizierslaufbahn in der Kavallerie der Preußischen Armee ein und nahm 1866 am Deutschen Krieg sowie 1870/71 am Krieg gegen Frankreich teil. Ab dem 5. Juli 1883 war Niesewand Kommandeur des 1. Hessischen Husaren-Regiments Nr. 13, bis er am 4. August 1888 in Genehmigung seines Abschiedsgesuches mit der gesetzlichen Pension sowie der Berechtigung zum Tragen der Regimentsuniform zur Disposition gestellt wurde. Er lebte in Bonn und erhielt später noch den Charakter als Generalmajor.

### Familie
Niesewand war mit Marie Haberland (1849–1924) verheiratet. Das Paar hatte zwei Söhne:
- Leopold Maria Josepf Hubert (* 23. April 1878; † 12. Dezember 1914)
- Kurt Maria Josef Hubert Albert (* 12. September 1879), Dr. jur. ⚭ 1924 Hedwig Hidding (* 8. Dezember 1896)